# Perses
Perses var i den grekiska mytologin son till Perseus och Andromeda, kung av Persien, far till Achaimenes.